# Deuxième circonscription de Péronne (IIIe République)
La deuxième circonscription de Péronne était, sous la Troisième République, une circonscription législative française de la Somme.

## Description géographique et démographique

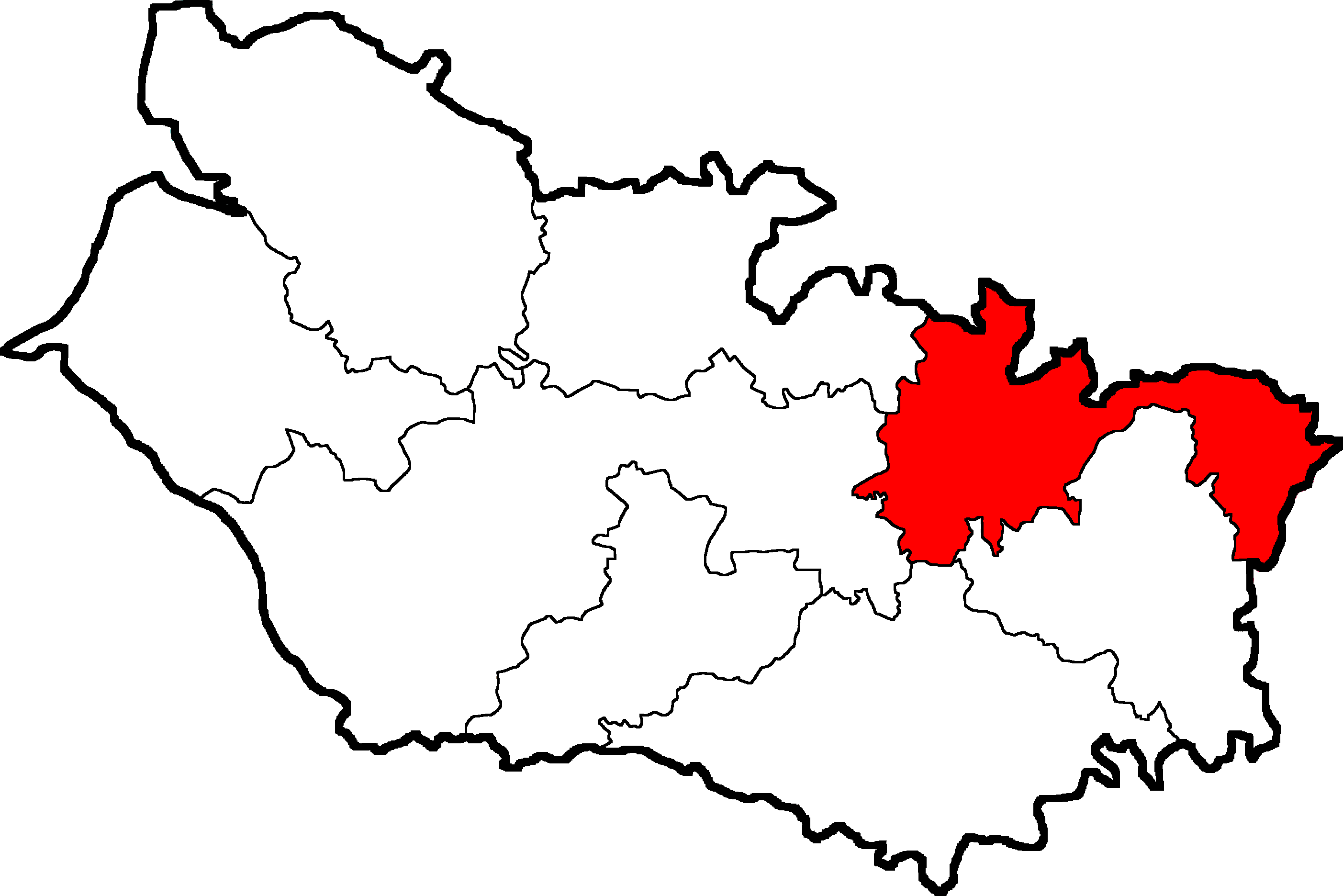
Circonscription en 1876.

Elle fut créée avec loi organique du 30 novembre 1875 pour l'élection législative de 1876 et sera active de 1876 à 1902.
Elle est délimitée par les cantons nord de l'arrondissement de Péronne :
- Canton d'Albert
- Canton de Bray-sur-Somme
- Canton de Combles
- Canton de Roisel

Lors du redécoupage de 1902, les deux circonscriptions de l'arrondissement de Péronne fusionnent pour créer la circonscription de Péronne.

## Historique des députations

### 1876 - 1885
| Législature      | Début           | Fin             | Député         | Parti / Idéologie | Parti / Idéologie  | Observation                                                                                   |
| ---------------- | --------------- | --------------- | -------------- | ----------------- | ------------------ | --------------------------------------------------------------------------------------------- |
| Ire législature  | 8 mars 1876     | 25 juin 1877    | Victor Magniez |                   | Libéral            | Mandat écourté à la suite d'une dissolution parlementaire décidée par le président Mac Mahon. |
| IIe législature  | 7 novembre 1877 | 17 janvier 1879 | Victor Magniez |                   | Libéral            |                                                                                               |
| IIIe législature | 28 octobre 1881 | 8 janvier 1882  | Victor Magniez |                   | Libéral            | Élus sénateurs lors des élections du 8 janvier 1882                                           |
| IIIe législature | 12 mars 1882    | 8 novembre 1885 | Alfred Toulet  |                   | Union républicaine | Élu lors d'une élection partielle le 12 mars 1882                                             |

Les députés de la IVe législature (1885-1889) ont été élus au scrutin de liste majoritaire départementales. 

### 1889 - 1902
| Législature      | Début            | Fin             | Député                     | Parti / Idéologie | Parti / Idéologie          | Observation |
| ---------------- | ---------------- | --------------- | -------------------------- | ----------------- | -------------------------- | ----------- |
| Ve législature   | 12 novembre 1889 | 14 octobre 1893 | Marie Reimbold d'Estourmel |                   | Royaliste                  |             |
| VIe législature  | 15 octobre 1893  | 31 mai 1898     | Eugène François            |                   | Républicains progressistes |             |
| VIIe législature | 1er juin 1898    | 31 mai 1902     | Eugène François            |                   | Modérés                    |             |

## Historique des élections
Voici la liste des résultats des élections législatives dans la circonscription de 1876 à 1902 : 